# Campioni italiani assoluti di atletica leggera - 1500 metri piani femminili
Questa pagina raccoglie un elenco di tutte le campionesse italiane dell'atletica leggera nei 1500 metri, introdotti nel programma dei campionati italiani assoluti di atletica leggera femminili a partire dal 1969 e ancora oggi presenti.

## Albo d'oro
| Anno | Atleta (società)                                         | Prestazione |
| ---- | -------------------------------------------------------- | ----------- |
| 1969 | Angela Ramello Snia Libertas Torino                      | 4'46"6(m)   |
| 1970 | Paola Pigni Snia Libertas Torino                         | 4'46"6(m)   |
| 1971 | Zina Boniolo Snia Libertas Torino                        | 4'30"4(m)   |
| 1972 | Paola Pigni SNIA Milano                                  | 4'15"3(m)   |
| 1973 | Gabriella Dorio Fiamma Vicenza                           | 4'27"6(m)   |
| 1974 | Paola Pigni-Cacchi SNIA Milano                           | 4'13"89     |
| 1975 | Paola Pigni-Cacchi SNIA Milano                           | 4'11"2(m)   |
| 1976 | Gabriella Dorio Fiamma Vicenza                           | 4'26"9(m)   |
| 1977 | Gabriella Dorio Fiamma Molinari Vicenza                  | 4'21"9(m)   |
| 1978 | Gabriella Dorio Fiamma Molinari Vicenza                  | 4'09"5(m)   |
| 1979 | Gabriella Dorio Fiamma Molinari Vicenza                  | 4'12"9(m)   |
| 1980 | Gabriella Dorio Fiamma Vicenza                           | 4'12"8(m)   |
| 1981 | Gabriella Dorio Fiamma Vicenza                           | 4'03"27     |
| 1982 | Gabriella Dorio Iveco Torino                             | 4'13"59     |
| 1983 | Gabriella Dorio Iveco Torino                             | 4'14"42     |
| 1984 | Gabriella Dorio Sisport Iveco Torino                     | 4'07"19     |
| 1985 | Roberta Brunet Sisport Paraflù Torino                    | 4'21"39     |
| 1986 | Roberta Brunet CUS Roma                                  | 4'21"84     |
| 1987 | Betty Molteni SNIA BPD Milano                            | 4'16"40     |
| 1988 | Roberta Brunet CUS Roma                                  | 4'16"79     |
| 1989 | Roberta Brunet CUS Roma                                  | 4'26"24     |
| 1990 | Roberta Brunet CUS Roma                                  | 4'17"60     |
| 1991 | Fabia Trabaldo Snam Gas Metano                           | 4'17"73     |
| 1992 | Fabia Trabaldo Snam Gas Metano                           | 4'14"30     |
| 1993 | Fabia Trabaldo Snam Gas Metano                           | 4'12"13     |
| 1994 | Serenella Sbrissa CUS Universo Bologna                   | 4'14"84     |
| 1995 | Patrizia Cassard PAF Verona                              | 4'20"56     |
| 1996 | Serenella Sbrissa CUS Universo Bologna                   | 4'18"19     |
| 1997 | Serenella Sbrissa CUS Universo Bologna                   | 4'17"21     |
| 1998 | Serenella Sbrissa CUS Universo Bologna                   | 4'15"91     |
| 1999 | Ilaria Di Santo Sisport Fiat Torino                      | 4'13"92     |
| 2000 | Silvia Basso CUS Universo Bologna                        | 4'20"66     |
| 2001 | Sara Palmas CUS Cagliari                                 | 4'14"92     |
| 2002 | Sara Palmas CUS Cagliari                                 | 4'14"55     |
| 2003 | Sara Palmas CUS Cagliari                                 | 4'15"26     |
| 2004 | Eleonora Berlanda Unione Sportiva Quercia Marsilli       | 4'15"94     |
| 2005 | Eleonora Berlanda Unione Sportiva Quercia Rovereto       | 4'13"66     |
| 2006 | Eleonora Berlanda Gruppo Sportivo Fiamme Oro             | 4'15"98     |
| 2007 | Silvia Weissteiner ASV Sterzing VB Latella NB            | 4'15"27     |
| 2008 | Maria Vittoria Fontanesi Self Atletica Montanari Guzza   | 4'19"18     |
| 2009 | Elena Romagnolo Centro Sportivo Esercito                 | 4'13"65     |
| 2010 | Elisa Cusma Piccione Centro Sportivo Esercito            | 4'09"93     |
| 2011 | Elisa Cusma Piccione Centro Sportivo Esercito            | 4'13"38     |
| 2012 | Elisa Cusma Piccione Centro Sportivo Esercito            | 4'18"04     |
| 2013 | Giulia Viola Gruppi Sportivi Fiamme Gialle               | 4'14"26     |
| 2014 | Federica Del Buono Gruppo Sportivo Forestale             | 4'10"26     |
| 2015 | Margherita Magnani Gruppi Sportivi Fiamme Gialle         | 4'19"29     |
| 2016 | Margherita Magnani Gruppi Sportivi Fiamme Gialle         | 4'18"43     |
| 2017 | Giulia Aprile Centro Sportivo Esercito                   | 4'20"56     |
| 2018 | Giulia Aprile Centro Sportivo Esercito                   | 4'15"80     |
| 2019 | Marta Zenoni Atletica Bergamo 1959 Oriocenter            | 4'30"83     |
| 2020 | Eleonora Vandi Atletica AVIS Macerata                    | 4'18"39     |
| 2021 | Nadia Battocletti Gruppo Sportivo Fiamme Azzurre         | 4'09"38     |
| 2022 | Ludovica Cavalli Centro Sportivo Aeronautica Militare    | 4'14"14     |
| 2023 | Sintayehu Vissa Atletica Brugnera Pordenone Friulintagli | 4'06"85     |
| 2024 | Federica Del Buono Centro Sportivo Carabinieri           | 4'05"14     |
| 2025 | Nadia Battocletti Gruppo Sportivo Fiamme Azzurre         | 4'06"12     |